# Malanea forsteronioides
Malanea forsteronioides är en måreväxtart som beskrevs av Johannes Müller Argoviensis. Malanea forsteronioides ingår i släktet Malanea och familjen måreväxter. Inga underarter finns listade i Catalogue of Life.